# Otgiva von Luxemburg

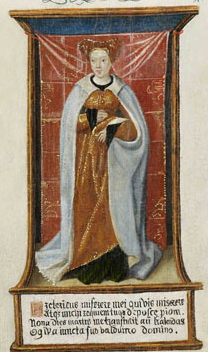
Ogive von Luxemburg

Otgiva von Luxemburg aus dem Haus Luxemburg (* um 995; † 21. Februar 1030) war durch Heirat Gräfin von Flandern.

## Herkunft
Otgiva war eine Tochter des Grafen Friedrich von Luxemburg und seiner Gattin Irmtrud von der Wetterau, einer Tochter des Grafen Heribert von der Wetterau. Sie war, über ihren Vater, eine Nichte der Kaiserin Kunigunde und die Schwester von Irmentrud, die mit Welf II. aus dem Haus der Welfen verheiratet war.

## Heirat und Nachkommen
1012 heiratete Otgiva den Grafen Balduin IV. Schönhaar von Flandern. Er war der einzige Sohn des Grafen Arnulf II. und seiner Frau Rozala-Susanna von Italien. Aus der Ehe ging ein Sohn hervor, der spätere Graf Balduin V.

## Weblink
- Materialsammlung zu Otgiva von Luxemburg (Memento vom 29. September 2007 im Internet Archive)

| Personendaten    | Personendaten                    |
| ---------------- | -------------------------------- |
| NAME             | Otgiva von Luxemburg             |
| KURZBESCHREIBUNG | durch Heirat Gräfin von Flandern |
| GEBURTSDATUM     | um 995                           |
| STERBEDATUM      | 21. Februar 1030                 |